# Santa Ana (Salvador)
Santa Ana (jelentése: Szent Anna) egy város Salvador nyugati részén. Az azonos nevű megye, Santa Ana székhelye. Becsült lakossága 2014-ben 264 ezer fő volt, mellyel az ország egyik legnagyobb városa. 
Gazdasági életében a textil- és az élelmiszeripar a jelentősebb. A megyében kávétermesztés folyik. 
A 2365 méteres Santa Ana vulkán, az ország egyik legmagasabb hegye a város közelében emelkedik a Coatepeque-tó fölé, amelyet a vulkán által melegített hévforrások táplálnak. 

## Látnivalók
- Szent Anna-székesegyház
- Városháza
- Santa Ana Színház